# Anartes

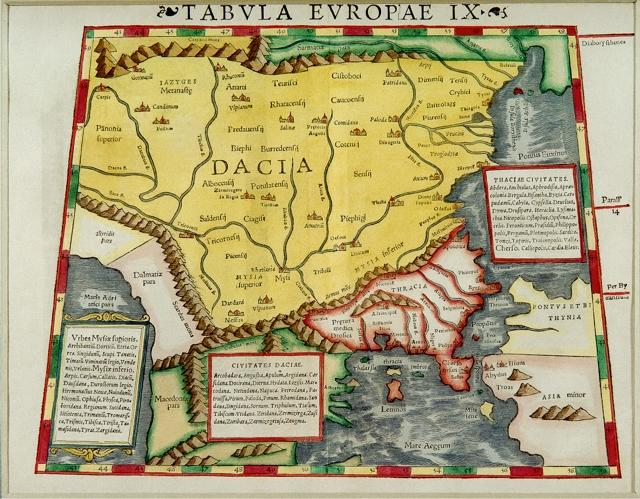
Carte de l'Europe de Ptolemy, IXe siècle (Tabula Europae IX)

Les Anartes ou Anartii étaient une tribu celte. Ils étaient voisins des Cotini ou Cotins ou Kotini, en Dacie, c'est-à-dire en Roumanie actuelle. Certains Anartes s'installèrent plus au nord, dans ce qui est aujourd'hui la Slovaquie et le sud-est de la Pologne.
Les Anartes ne doivent pas être confondus avec les Anares ou Anamares, qui sont un peuple ancien de la province de Pavie dans la région Lombardie en Italie.